# Вооружённые силы Республики Абхазия
Вооружённые силы Республики Абха́зия (абх. Абџьарирқәу Амҷқәа Аԥсны Аҳәынҭқарра) — формирование (вооружённые силы) для защиты свободы, независимости и территориальной целостности частично признанной Республики Абхазия.
Состоят из органов центрального управления, сухопутных войск, военно-воздушных и военно-морских сил.

## История

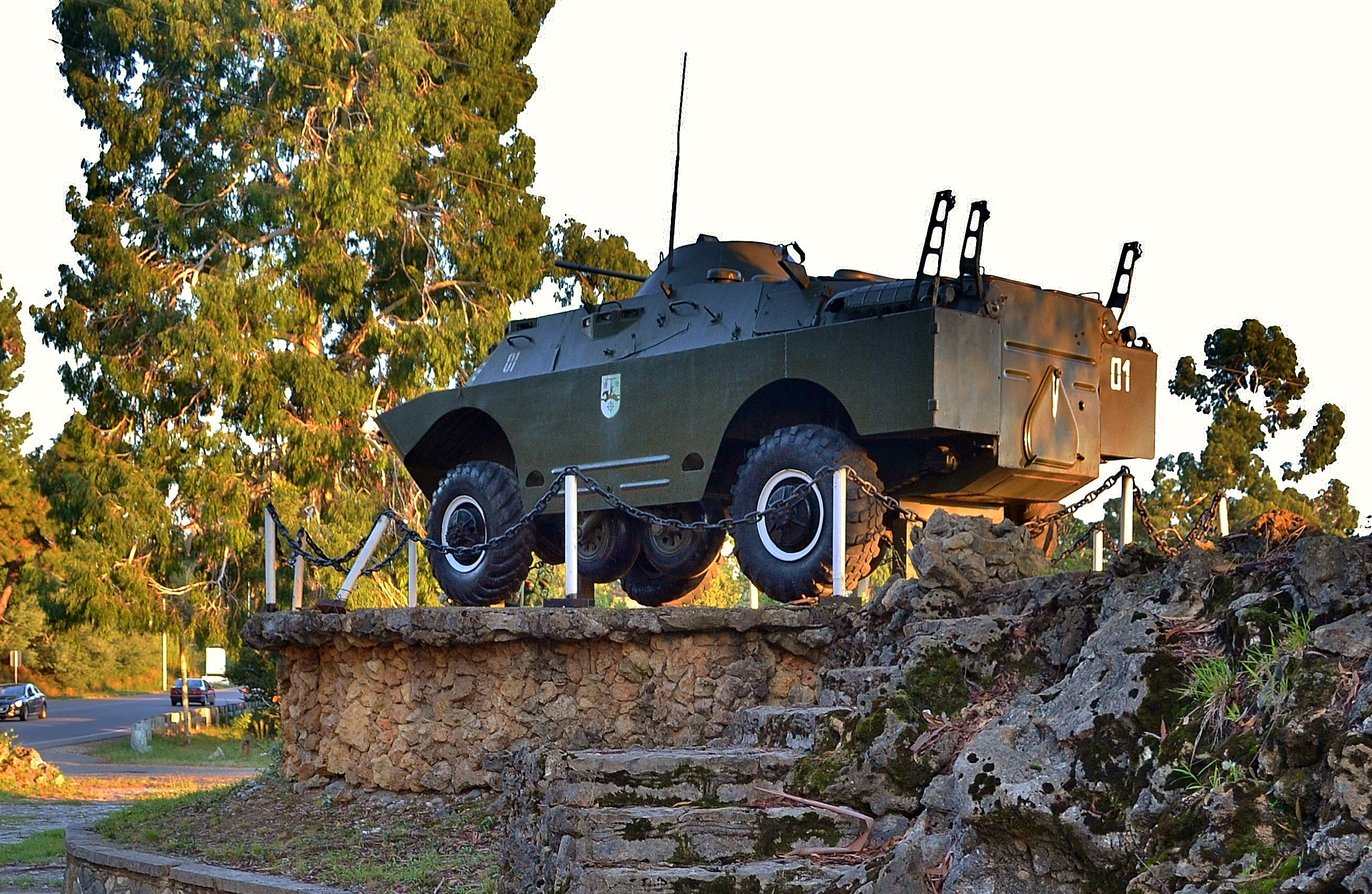
БРДМ-2, установленный в городе Псахара

Министерство обороны (МО) создано в 1993 году. Тем не менее днём создания ВС Абхазии считается 11 октября 1992 года. 11 октября 1992 года Председатель Президиума Верховного Совета Республики Абхазия Владислав Ардзинба подписал указ о создании Министерства Обороны и Генерального штаба. Эта дата официально считается Днём создания Вооружённых Сил республики — днём рождения абхазской армии.

## Структура

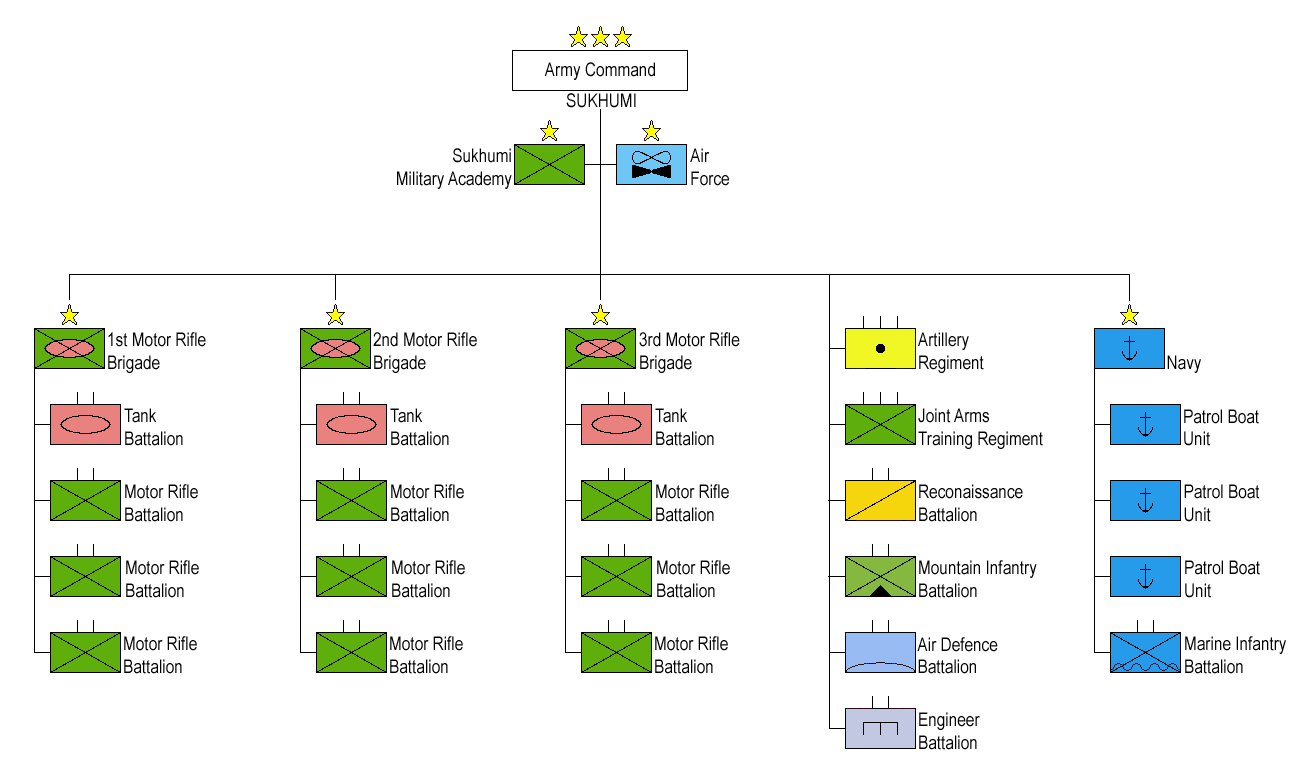
Структура вооружённых сил Абхазии, условные знаки на схеме NATО.

Сухопутные войска организационно подразделяются на три военных округа: Центральный (Сухум), Восточный (Очамчира) и Западный (Пицунда). Для оперативной мобилизации в случае необходимости из резервистов могут быть сформированы резервные бригады.

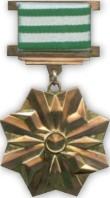
Медаль «Герой Абхазии»

Численность личного состава армии-2 200 человек (при численности населения Абхазии 242 тыс. человек).
В составе ВС Абхазии имеются 3 мотострелковые бригады, отдельный танковый батальон, артиллерийский полк, инженерный батальон, горнострелковый батальон, разведывательный батальон; отдельные группы специального назначения. Как отдельные роды войск имеются военная авиация и военно-морские силы.

### Командный состав
- Главнокомандующий — Президент Республики Абхазия  —  Бжания, Аслан Георгиевич.
- Министр обороны — Мераб Кишмария.
- Начальник Генштаба ВС Абхазии, первый заместитель министра обороны — генерал-лейтенант Владимир Савченко[6].

## Сухопутные силы
| Производство             | Тип                     |                       | Количество   | Примечания                           |
| Бронетехника             | Бронетехника            | Бронетехника          | Бронетехника | Бронетехника                         |
| ------------------------ | ----------------------- | --------------------- | ------------ | ------------------------------------ |
| СССР                     | Т-72                    | Танк                  | 9            |                                      |
| СССР                     | Т-55А                   | Танк                  | 50           |                                      |
| СССР                     | БМП-1                   | БМП                   | 45           |                                      |
| СССР                     | БМП-2                   | БМП                   | 25           |                                      |
| СССР                     | БРДМ-2                  | БТР                   | 11           |                                      |
| СССР                     | МТ-ЛБ                   | БТР                   | 4            |                                      |
| Артиллерия               |                         |                       |              |                                      |
| Россия                   | 2С19 «Мста-С»           | Самоходная гаубица    | 30           |                                      |
| СССР                     | РСЗО БМ-21 «Град»       | РСЗО                  | 14           |                                      |
| СССР                     | 85-мм пушка Д-44        | противотанковая пушка | 92           |                                      |
| СССР                     | 122-мм гаубица Д-30     | Гаубица               | 92           |                                      |
| СССР                     | 82-мм миномёт           | миномёт               | 92           | На вооружении 2Б14 «Поднос».         |
| СССР                     | 120-мм миномёт          | миномёт               | 92           | На вооружении 2Б11 и 2С12 «Сани».    |
| Средства ПВО             |                         |                       |              |                                      |
| Россия                   | Бук-М1-2                | ЗРК                   | 1 дивизион   |                                      |
| Россия                   | Оса-АКМ                 | ЗРК                   | 2 дивизиона  |                                      |
| Россия                   | ЗСУ-23-4 «Шилка»        | ЗСУ                   | 5            |                                      |
| СССР                     | МТ-ЛБ вооружены ЗУ-23-2 | ПВО                   | 4            |                                      |
| СССР                     | ПЗРК «Игла» и «Стрела»  | ПЗРК                  | 250          | На вооружении ПЗРК 9К32 «Стрела-2М». |
| Противотанковые средства |                         |                       |              |                                      |
| СССР                     | РПГ-7                   | РПГ                   | ?            |                                      |
| СССР                     | РПГ-18                  | РПГ                   | ?            |                                      |
| СССР                     | РПГ-22                  | РПГ                   | ?            |                                      |
| СССР                     | РПГ-26                  | РПГ                   | ?            |                                      |
| СССР                     | РПГ-27                  | РПГ                   | ?            |                                      |
| СССР                     | СПГ-9                   | СПГ                   | ?            |                                      |
| СССР                     | ПТРК «Малютка»          | ПТУР                  | ?            |                                      |
| СССР                     | ПТРК «Конкурс»          | ПТУР                  | 25           |                                      |
| СССР                     | ПТРК «Фагот»            | ПТУР                  | 30           |                                      |

## Военно-воздушные силы

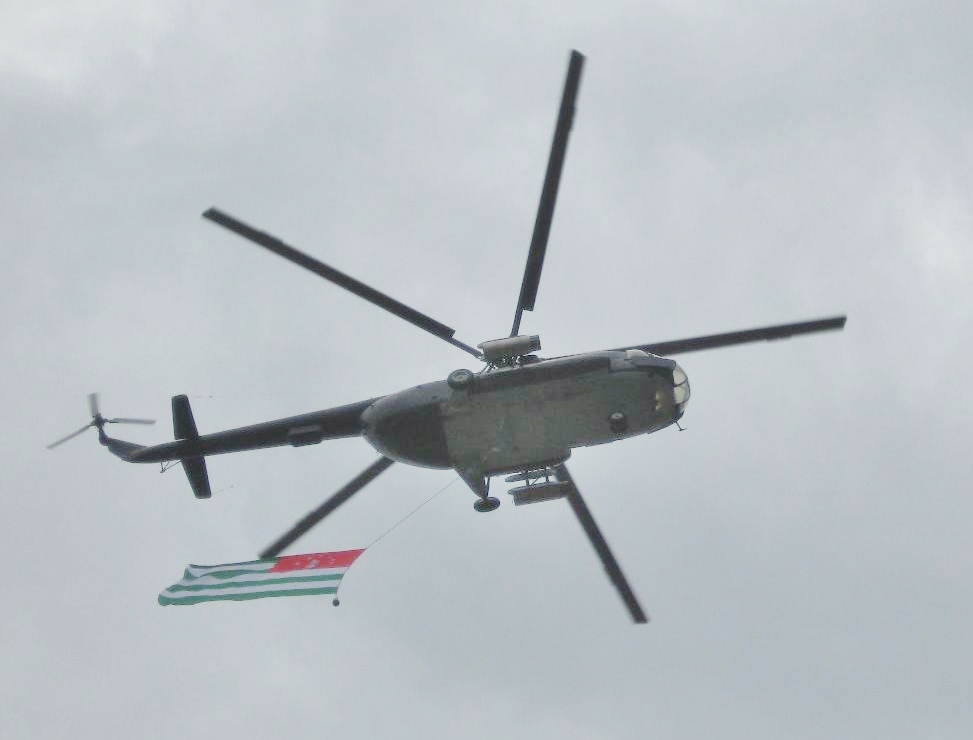
вертолёт Ми-8 несет флаг Абхазии

История: Днём образования ВВС Абхазии считается 27 августа 1992 года. В этот день с Северного Кавказа прилетели первые самолёты и доставили груз военного назначения в Гудауту, на полевой аэродром Лыхнашта.
| Тип       | Производство | Назначение            | Количество | Примечания |
| Вертолёты | Вертолёты    | Вертолёты             | Вертолёты  | Вертолёты  |
| --------- | ------------ | --------------------- | ---------- | ---------- |
| Ми-8      | СССР         | многоцелевой вертолёт | 2          | —          |
| Ми-24     | СССР         | ударный вертолёт      | 2          | —          |

## Военно-морские силы

### Современное состояние
ВМС Абхазии делятся на три дивизиона. Штаб находится в районе Сухумского маяка. Основные базы флота Сухум, Очамчира, Пицунда. Численный состав: более 700 человек. В состав ВМС входят:
- Первый дивизион морских катеров (Сухум);
- Второй дивизион морских катеров (Пицунда);
- Третий дивизион морских катеров (Очамчира);
- Батальон морской пехоты из 400 человек, на вооружении: БМП-2, СПГ-9, КС-19, АГС-17, миномёты, АК74, ПМ.

В систему абхазских военно-морских сил также входят подразделения береговой обороны и спецподразделения:
- Три батареи береговой обороны (85-мм орудия Д-44 и 100-мм орудия КС-19);
- Бронепоезд с тремя орудиями и установкой НУРС;
- Спецподразделение «Ночные ангелы»;
- Спецподразделение «Боевые пловцы»;
- Три стационарные радиолокационные установки.

| Тип                                              | Производство         | Кол-во               | Название                           | Примечание |                      |
| Военный флот Абхазии                             | Военный флот Абхазии | Военный флот Абхазии | Военный флот Абхазии               | Военный флот Абхазии                                                                                              | Военный флот Абхазии |
| ------------------------------------------------ | -------------------- | -------------------- | ---------------------------------- | --- | -------------------- |
| Артиллерийские катера пр.1204 «Шмель»            | СССР                 | 3                    |                                    | Один числится в резерве                                                                                           |                      |
| ПСКР пр.1400 «Гриф»                              | СССР                 | 6                    | А-03, А-04, А-05, А-06, А-07, А-08 | |                      |
| Катер на подводных крыльях пр.1432 «Невка»       | СССР                 | 3                    | СК-01, СК-02, СК-03                | Привлекаются для полицейской службы, проведения спецопераций или прибрежного патрулирования. Вооружения не имеют. |                      |
| Катер на подводных крыльях пр.343МЕ «Волга»      | СССР                 | 4                    |                                    | |                      |
| Катер пр.1390 «Стриж»                            | СССР                 | 2                    |                                    | Привлекаются для проведения спецопераций и прибрежного патрулирования. Вооружения не имеют.                       |                      |
| Служебно-разъездные катера пр.371 «Адмиральский» | СССР                 | 2                    | СК-08                              | Один катер командующего флотом. Вооружения не имеют.                                                              |                      |

## Военное образование

Нарукавный знак для военнослужащих ВС Абхазии.

Пополнение офицерского корпуса Вооружённых сил Абхазии происходит как за счёт подготовки в военных учебных заведениях Российской Федерации, так и в своём собственном Сухумском высшем общевойсковом командном училище.
- Сухумское высшее общевойсковое командное училище действует с 1995 года. Основная задача СВОКУ: подготовка офицеров со средним военным и высшим гражданским образованием[9]. Преподавательский и командный состав училища укомплектован опытными кадрами; среди них четыре кандидата наук. На офицерских курсах при СВОКУ проходят переподготовку офицеры Вооружённых Сил Абхазии. Училище выпускает лейтенантов по следующим специальностям: артиллеристы, танкисты, разведчики, пограничники, моряки. Выпускники училища наряду с военной специальностью имеют и гражданскую специальность[10].
- Для переподготовки офицеров имеется Общевойсковая академия Минобороны РА при Абхазском госуниверситете. Основное предназначение общевойсковой академии: подготовка высококвалифицированных офицеров с высшим военным образованием. Общевойсковая академия Вооружённых Сил РА — первое военно-учебное заведение, на которое возложена подготовка офицерских кадров оперативно-тактического звена командно-штабного профиля. Академия располагает стационарной и полевой учебно-материальной базой, позволяющей готовить слушателей в соответствии с учебными планами и программами подготовки. Она постоянно совершенствуется, оснащается современным вооружением и техникой, стендами, агрегатами, электронно-вычислительными машинами и техническими средствами обучения. Выпускники академии занимают ведущие командные должности в Вооружённых Силах[10].